# Guadalmedina
Guadalmedina (z arabského وَادِي (vádí), 'řeka' + medina, 'město'; 'řeka města') je řeka, která protéká městem Málaga ve Španělsku. Historicky hrála důležitou roli v dějinách města a rozdělovala město na dvě poloviny. Historické centrum města je na jejím levém břehu.

## Směr
Guadalmedina pramení na vrcholu La Cruz v pohoří Sierra de Camarolos a je dlouhá 47 kilometrů. Do Středozemního moře se vlévá v centru města Málaga a protéká přírodním parkem Montes de Málaga.
Je to řeka podléhající vysokým sezónním výkyvům a má pět dobře definovaných přítoků, které pramení v pohoří Montes de Málaga: Arroyo de las Vacas, Arroyo Chaperas, Arroyo Humaina, Arroyo Hondo a Arroyo de Los Frailes. Všechny tyto řeky jsou většinu roku suché. Vodu pro tuto oblast zajišťuje přehrada Limonero na Guadalmedině.[zdroj?]